# Euphyia testaceolata
Euphyia testaceolata là một loài bướm đêm trong họ Geometridae.